# Planodes deterrens
Planodes deterrens är en skalbaggsart som beskrevs av Francis Polkinghorne Pascoe 1865. Planodes deterrens ingår i släktet Planodes och familjen långhorningar.
Artens utbredningsområde är Sarawak. Inga underarter finns listade i Catalogue of Life.